# (2+2)-Cycloaddition
Eine [2+2]-Cycloaddition (auch 1,2-Cycloaddition) ist die photochemische Bildung von Cyclobutan bzw. Cyclobutan-Derivaten aus Alkenen, die eine aktivierte Doppelbindung aufweisen. Dazu zählen Ketene, Allene, Zimtsäuren, sowie mit Fluor oder Chlor und Fluor substituierte Derivate des Ethylens. Die Stereochemie lässt sich mithilfe der Woodward-Hoffmann-Regeln über die Orbitalsymmetrie voraussagen. Man unterscheidet hier grundsätzlich zwischen thermisch erlaubten und photochemisch erlaubten [2+2]-Cycloadditionen.

## Thermische [2+2]-Cycloaddition
Thermische Cycloadditionen laufen über drei Wege ab: konzertiert, radikalisch oder ionisch. Bei einem radikalischen oder ionischen Reaktionsverlauf spielt im Gegensatz zum konzertierten Reaktionsverlauf die Orbitalsymmetrie keine Rolle, sondern dieser wird durch Regeln wie sie auch für nicht-Cycloadditionen gelten bestimmt (Cramsche Regel, Felkin-Anh-Regel, Bürgi-Dunitz-Winkel und die Baldwin-Regeln). Währenddessen spielt zwar beim radikalischen Verlauf die Energielage der beteiligten SOMO (Single Occupied Molecular Orbital) oder erstes halbbesetztes Orbital eine Rolle, aber nur im Sinne des HSAB-Konzeptes und nicht die Symmetrie. Es gibt wenige Beispiele für thermische konzertierte Cycloadditionen, wo die Einhaltung Orbitalsymmetrie durch einen antarafacialen Ringschluss erreicht werden ([π2s+π2a]).

## Photochemische [2+2]-Cycloadditionen
Die meisten konzertierten [2+2]-Cycloadditionen sind photochemisch erlaubte, elektrocyclische Reaktionen und werden über die Woodward-Hoffmann-Regeln beschrieben. Die Stereochemie lässt sich hier darüber vorhersagen. Es handelt sich hier um eine [π2σ+π2σ]-Cycloaddition und der Ringschluss der Orbitale erfolgt suprafacial.

## Beispiele
Eine Namensreaktion, deren Mechanismus man als [2+2]-Cycloaddition beschreiben kann, ist die Paternò-Büchi-Reaktion. Dagegen ist Reaktionsmechanismus der Wittig-Reaktion eine ionische Cycloadditionsreaktion.